# R. A. J. Walling
Robert Alfred John Walling (Exeter, 11 gennaio 1869 – Plympton, 4 settembre 1949) è stato un giornalista e scrittore inglese.

## Biografia
Walling lavorò come apprendista per il quotidiano Western Daily Mercury di Plymouth, del quale divenne in seguito rappresentante per la Cornovaglia occidentale. Nel 1891, a Plymouth, fondò un quotidiano sportivo. Nel 1893 divenne redattore capo di Bicycling News a Coventry. Nel 1894 tornò a Plymouth dove partecipò nell'aprile 1895 al lancio del Western Union Herald, il primo quotidiano della sera di Plymouth. Nel 1904 divenne consigliere delegato della Western Newspaper Company e fece parte del consiglio di amministrazione nel 1915. 
Quando la società Western Newspaper Company cedette  The Western Daily Mercury a Sir Leicester Harmsworth nel 1921, Walling diede le dimissioni da consigliere delegato per passare al settimanale Western Independent, del quale divenne redattore capo, continuando a lavorarci fino al pensionamento nel 1945. Rimase nel consiglio d'amministrazione della Western Newspaper Company fino alla morte nel 1949.
Fu nominato giudice onorario a Plymouth, nel 1910, in aggiunta ai suoi altri incarichi, ma lasciò pochi anni dopo la carica. Per qualche tempo fece parte pure della Camera di Commercio di Plymouth. 
Iniziò a scrivere romanzi gialli all'età di 58 anni (Dinner-Party at Bardolph's è del 1927). Nel 1932, con The Fatal Five Minutes (I fatali 5 minuti), Walling introdusse il suo personaggio più noto, l'investigatore dilettante Philip Tolefree. Walling pubblicò numerosi altri romanzi gialli fino alla morte.

## Opere

### Serie di Philip Tolefree
- The Fatal Five Minutes (1932)
  - I fatali 5 minuti, I Bassotti n.49[1]
- Follow the Blue Car (1933) - negli USA col titolo In Time for Murder
- Eight to Nine (1934) - negli USA col titolo Bachelor Flat Mystery
- The Tolliver Case (1934) - negli USA col titolo Prove it, Mr Tolefree
- The Cat and the Corpse (1935) - negli USA col titolo The Corpse in the Green Pyjamas
- The Five Suspects (1935) - negli USA col titolo Legacy of Death
- The Corpse in the Crimson Slippers (1936)
- The Crime in Cumberland Court - negli USA col titolo The Corpse with the Dirty Face (1936)
  - Il volto macchiato, Il Giallo Mondadori n.3, Milano, 1946[1]
- Brocklebank's Adventure, (1936)
- Mr. Tolefree's Reluctant Witnesses (1936) - negli USA col titolo The Corpse in the Coppice
- Bury Him Deeper (1937) - negli USA col titolo Marooned with Murder
- The Mystery of Mr. Mock (1937) - negli USA col titolo The Corpse with the Floating Foot
- The Coroner Doubts (1938) - negli USA col titolo The Corpse with the Blue Cravat
- More Than One Serpent (1938) - negli USA col titolo The Corpse with the Grimy Glove
- Dust in the Vault (1939) - negli USA col titolo The Corpse with the Blistered Hand
- They Liked Entwhistle (1939) - negli USA col titolo The Corpse with the Redheaded Friend
- Why Did Trethewy Die? (1940) - negli USA col titolo The Spider and the Fly
- By Hook or by Crook (1941) - negli USA col titolo By Hook or Crook
- Castle-Dinas (1942) - negli USA col titolo The Corpse with the Eerie Eye
- The Doodled Asterisk (1943) - negli USA col titolo A Corpse by Any Other Name
- A Corpse Without a Clue (1944) - o col titolo The Corpse without a Clue
- The Late Unlamented (1948)
- The Corpse with the Missing Watch (1949)

### Serie di Noel Pinson
- The Fatal Glove (1922). Serializzato su The Northern Times, dal 12 dicembre 1917 al 5 febbraio 1918
- The Fourth Man (1929)

### Altri romanzi
- The Silver Dagger (1915). Serializzato sul Western Mail, dal 21 marzo al 20 giugno 1913
- The Secret of the Shrine (1916). Serializzato su The Barrier Miner, dal 12 agosto 1916 al 23 dicembre 1916
- The Third Degree (1923). Serializzato su The Argus, dal 5 maggio 1923 al 28 luglio 1923
- The Merafield Mystery. Serializzato su The Argus, dal 18 dicembre 1926 all'8 febbraio 1927
- The Gates of Happiness. Serializzato su The Argus, 1927
- The Dinner-Party at Bardolph's o That Dinner at Bardolph's (1927)
  - Sei a tavola[1], trad. Cesare Giardini, I libri gialli n.46, Milano, Mondadori, 1932
- The Strong Room (1927)
- The Merafield Mystery (1927)
- Murder at the Keyhole (1929). Serializzato sui quotidiani americani come Death Treasure
- The Man with the Squeaky Voice (1930)
- Stroke of One (1931)
- Behind the Yellow Blind o Murder at Midnight (1932)

### Racconti
- Flaunting Moll, and other stories (1898) [raccolta di racconti]

#### Serie di Noel Pinson
- Miss Immington's Ring. The Week, 5 dicembre 1930
- The Spook of Cornelius. Launceston Examiner, 24 dicembre 1931
- Mrs Rooth's Murder. Adelaide Chronicle, 7 dicembre 1933

#### Altri racconti
- A Christmas Mystery, Launceston Examiner, 23 dicembre 1933
- Lady Madeever's Diamonds, Central Queensland Herald, 5 dicembre 1935
- Public Sap-Head Number One, Townsville Daily Bulletin, 2 ottobre 1937
- The Resurrection of Mr Benison (1939)
- The Red Carnation (1939)

### Biografie
- A Sea-Dog of Devon: A Life of Sir John Hawkins (1907)
- George Borrow: The Man and His Work (1908)

### Storia
- The story of Plymouth (1950, postumo)

### Viaggi e altre opere di saggistica
- Some Cornish Characteristics Plymouth Institution, 1909
- The Board of Green Cloth: Books and Billiards. Kalgoorlie Miner, 3 febbraio 1904
- The Charm of Brittany (1933)
- The West Country (1935)
- The Green Hills of England (1937)

### Curatele
- The Diaries of John Bright (1931)